# Syllepte philetalis
Syllepte philetalis is een vlinder uit de familie van de grasmotten (Crambidae). De wetenschappelijke naam van deze soort is voor het eerst voorgesteld als Botys philetalis door Francis Walker in een publicatie uit 1859.
De soort komt voor in Costa Rica , Panama  en Brazilië (Amazonas, Pará).